# نبرد سرهو
نبرد سرهو به مجموعه ای از نبردها بین دودمان جین پسین (دودمان چینگ پیشین) و دودمان مینگ و متحد آن چوسان در سال ۱۶۱۹ اشاره دارد. این نبرد به دلیل استفاده از سواره نظام سنگین توسط جین پسین در شکست نیروهای مینگ و چوسان که مجهز به توپ‌های دستی، توپ و تفنگ آتشزن بودند، قابل توجه است.

## پیش زمینه
پیش از نبرد، نورهاچی مردم جورچن را متحد کرده بود ولی قبایل یه‌هه را از آن جدا کرد. او سپس به دلیل جانبداری و دخالت در امور قبایل جورچن توسط دربار مینگ رویکردی خصمانه نسبت به دودمان مینگ را آغاز کرد. در سال ۱۶۱۸، او هفت شکایت خود (nadan amba koro七大恨) را با مینگ به آسمان (بهشت) اعلام کرد و متعاقباً به مینگ اعلام جنگ کرد. او فوشون، چینگ‌هه (清河) و سایر شهرها مدتی پس از اعلام هفت شکایت خود اشغال کرد. نورهاچی با کشتن معاون کل مینگ در منچوری فرمانده ژانگ چنگ‌یین (張承蔭) در طول نبرد فوشون، دربار مینگ را به خاطر این پیروزیش متحیر ساخت. در سال ۱۶۱۹، نورهاچی در تلاش برای تحریک مینگ به قبایل یه‌هه (葉赫) حمله کرد و سپس مینگ برای تلافی با اعزام نیروهای سپاه خود به رهبری افسر ارشد نظامی یانگ هائو برای محاصره هتو آلا (پایتخت جین پسین)از چهار مسیر به سمت شمال پاسخ حمله او را داد.

## مسیر نبرد

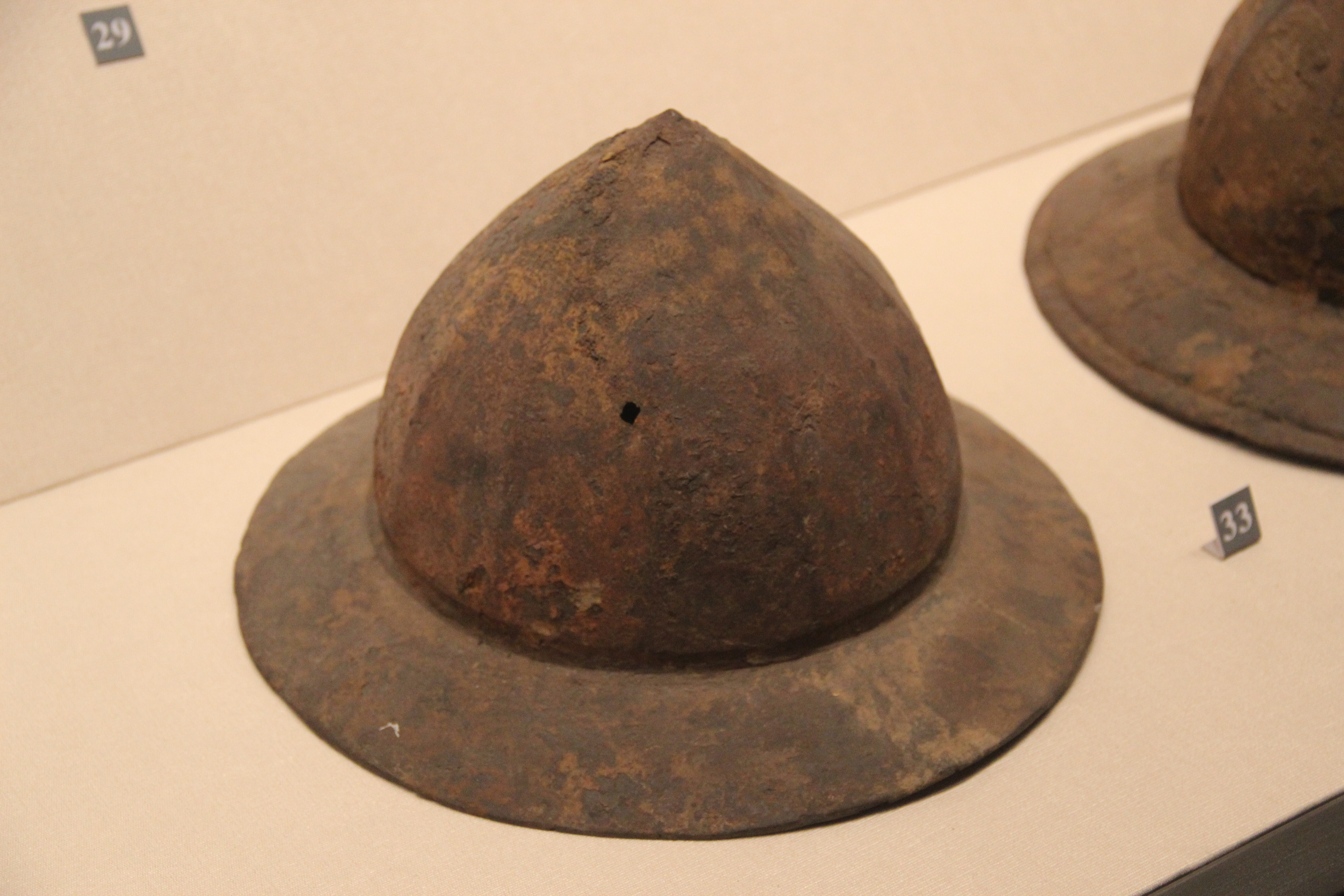
کلاه خود جنگی دودمان مینگ

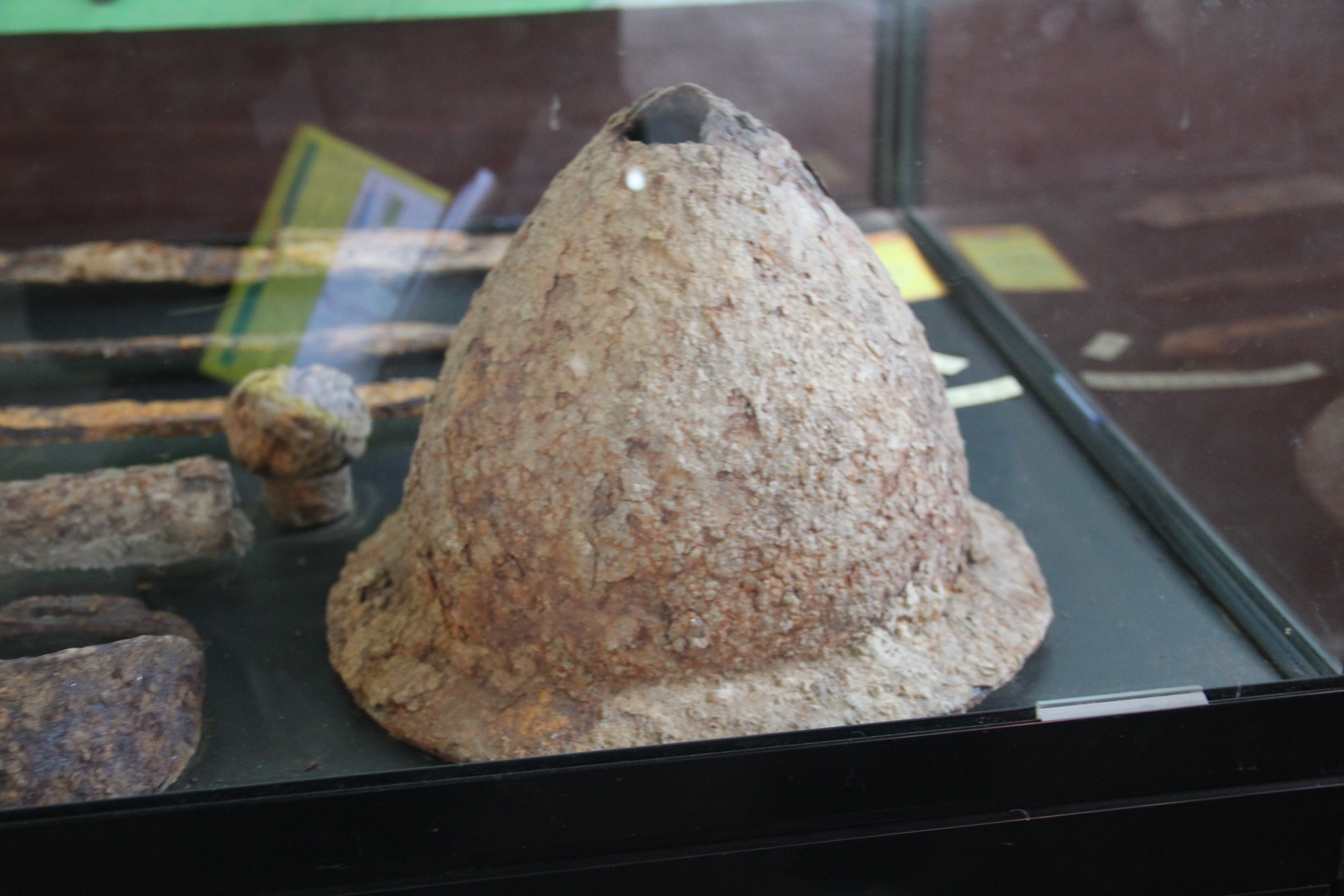
کلاه خود جنگی جورچنها

### لشکرکشی غربی
نیروهای دو سونگ در شب بیست و نهم دومین ماه قمری، زیر نور مشعل‌ها، از شن‌یانگ به سمت غرب حرکت کردند. او دستور داشت که در روز دوم ماه سوم قمری به دروازه یاگو برسد، بنابراین روز بعد به فوشون، در فاصله ۱۰۰ لی (里) رسید و شهر بی‌دفاع را تصرف کرد. ارتش دو به دلیل برف با تأخیر به پیشروی به سمت غرب ادامه داد و مدتی در فوشون ماند، اما دو صبر نکرد و با وجود شرایط نامساعد، پس از ۱۰ روز با ارتش خود راهی شد. 
وقتی به رودخانه هون رسیدند، جین از قبل استحکاماتی را در آن سوی رودخانه برپا کرده بود. به دو سونگ توسط مشاورانش توصیه شد که شب را اردو بزند، اما او نپذیرفت و ده هزار نفر را با خود از رودخانه عبور به سمت غرب روانه کرد تا به استحکامات غربی جین حمله کند، در حالی که بیست هزار نفر را با توپخانه‌ها و تدارکات در آن سوی رودخانه باقی گذاشت. یکی از منابع او را متهم می‌کند به این که او از مشروبات الکلی استفاده کرد و مستی او در آن شب بر دیدگاه او در مورد حمله تأثیر گذار بوده. از او خواسته شد قبل از عبور از رودخانه زره بپوشد، اما او پاسخ داد که با توجه به سال‌ها طولانی خدمتش در ارتش، از سنگینی زره اطلاعی ندارد و نیازی به آن نیست، سپس از رودخانه عبور کرد. وقتی نیروهایش به نیمه راه رسیدند، نورهاچی به پرچمدارانش دستور داد سدهایی را که آماده کرده بودند بشکنند و افراد دو مجبور شدند تجهیزات خود را رها کنند تا از جریان آب فرار کنند. قرار بود فرمانده مسئول توپخانه و تدارکات با عبور از رودخانه پس از دو، او را با ارتش اصلی هماهنگ کند، اما او به دلیل تلاطم رودخانه از این کار خودداری کرد. 
آن شب، دو سونگ نیروهایش را به دو اردوگاه تقسیم کرد، یکی در گذرگاه کوهستانی سرهو و دیگری در صخره جیلین، جایی که خودش اردو زد. نورهاچی پسرانش هونگ تایجی و دایشان را با یک بیرق فرستاد تا دو سونگ را در صخره جیلین مشغول نگه دارند و خودش شش بیرق دیگر را آماده کرد و بعد به اردوگاه سرهو حمله کرد. 
اردوگاه سرهو حمله اولیه جین را دفع کرد، اما در حین تعقیب دشمن در کمین افتاد و به سمت رودخانه رانده شد. تفنگداران مینگ سعی کردند صفوف خود را اصلاح کنند و با توپ‌های خود شلیک کنند، اما سواران جین آنها را در دو طرف خود محاصره کردند که باعث شکست آرایش و تضعیف روحیه‌شان شد. 
نورهاچی سپس تمام نیروهای خود را علیه اردوگاه دو متمرکز کرد و آن را محاصره کرد. نیروهای دو کاملاً محاصره شده بودند و سلاح‌های گرم آنها فقط موقعیت مکانی آنها را برای دشمنانشان آشکارتر می‌کرد. دو و دو ژنرال دیگر، وانگ شوان و ژائو منگلین، در حالی که سعی داشتند زمینی مرتفع در نزدیکی رودخانه را تصرف کنند، در نبرد کشته شدند. دو سونگ بر اثر تیری که ظاهراً توسط لایمبو، سیزدهمین پسر نورهاچی، شلیک شده بود، درگذشت. ارتش جین قبل از اینکه دوباره برای تشکیل صفوف متحد شوند، بقایای متلاشی شده مینگ را به مسافت ۲۰ لی تعقیب کرد. سپس آنها برای مقابله با نیروهای ما لین در شیانگجیان رهسپار شدند. 

### لشکر کشی شمالی
با دریافت خبر شکست مسیر غربی، ما لین محتاط‌تر شد. او نیروهایش را به دو قسمت تقسیم کرد و به همراه بقایای ارتش دو سونگ، که عمدتاً واحدهای تدارکاتی بودند، سه اردوگاه مستحکم در شیانگجیان (سیانگگیان) تشکیل داد که توسط توپ‌ها و سنگرها محافظت می‌شدند. 
نورهاچی نیروهایش را در اردوگاه خودِ ما لین متمرکز کرد. او ابتدا گروهی از سواران را برای شناسایی استحکامات آنها فرستاد. سپس به هزار پیاده‌نظام دستور داد تا آتش بگشایند، در حالی که نورهاچی پرچم‌های خود را برای محاصره اردوگاه مینگ و انجام یک حمله غافلگیرانه رهبری می‌کرد. بیرق داران نورهاچی آنچنان سریع بودند که توپچی‌های مالین فقط می‌توانستند یک بار شلیک کنند تا قبل از اینکه سپاه جین به آنها برسد. نیروهای مینگ وحشت کردند و توسط سواره نظام جین سرکوب شدند. عقبه ارتش تلاش کرد تا تحت فرماندهی پان زونگیان و متحدان یی هه (جورچن) او همراه شوند، اما این تلاش او بی‌فایده بود و روحیه ارتش در هم شکست. ما لین فرار کرد در حالی که نیمی از سربازانش کشته یا اسیر شده بودند. دو اردوگاه دیگر نیز به سرعت سقوط کردند. 

### لشکر کشی شرقی
یانگ هائو دستور عقب‌نشینی و تجدید قوا را صادر کرد، اما لیو تینگ هرگز این پیام را دریافت نکرد. 
نورهاچی و دایشان با ۴۰۰۰ سرباز برای تجدید قوا به هتو آلا بازگشتند. 
جین تصمیم گرفت در مرحله بعد به لیو تینگ حمله کند، زیرا نیروهای لی روبای عمدتاً از مسیرهای کوهستانی عبور می‌کردند. برخلاف دو سونگ و ما لین، لیو موفقیت‌های کوچکی در شکست دادن پیشاهنگان جین داشت که منجر به تصرف سه قلعه، مرگ دو ژنرال جین و همچنین ۳۰۰۰ تلفات در سمت جین شد.
قبل از رفتن، نورهاچی به برخی از سربازانش دستور داد تا خود را به شکل سربازان مینگ درآورند و در میان همراهان لیو تینگ قرار گیرند. جاسوسان او خود را به عنوان پیک‌های دو سونگ جا زدند و نامه‌ای جعلی به لیو تینگ تحویل دادند مبنی بر اینکه دو سونگ به سرعت در حال نزدیک شدن به هتو آلا است و از او خواستند که سرعت خود را افزایش دهد. لیو طعمه را گرفت و سرعت ارتش را افزایش داد که باعث شد سربازانش هنگام پیشروی در اعماق دره، انسجام خود را از دست بدهند. 
لیو تینگ در گذرگاه آبودالی (阿布達里)، که کمتر از ۶۰ لی از هتو آلا فاصله داشت، در کمین نشست، زیرا نیروهایش برای عبور از دره، خود را به خط مقدم رسانده بودند. نیروهای او با حمله دایشان روبرو شدند و در برابر اولین حمله مقاومت کردند، اما در حمله دوم توسط هونگ تایجی که نیروهای بیرق تحت فرماندهی او تلفات سنگینی وارد کردند، به طوری که تقریباً ۳۰۰۰ سرباز ژجیانگ و بیش از ۷۰۰۰ سرباز همونگ کشته شدند. همچنین فرمانده لیو تینگ پس از کشتن چندین سرباز جین، در نبرد جان باخت. 
نیروی چوسان متشکل از ۱۰٬۰۰۰ تفنگدار و ۳٬۰۰۰ کماندار به دلیل باد شدید متوقف شدند. کمانداران چوسان تیرهای بدون نوک پیکان شلیک می‌کردند زیرا از ابتدا قصد جنگ با جین را نداشتند و مایل بودند سیاست بی‌طرفی را بین جین پسین و مینگ حفظ کنند. با این حال، تفنگداران چوسان عملکرد تحسین‌برانگیزی داشتند و تا تسلیم متحدانشان جنگیدند. شجاعت آنها مورد تحسین امپراتور آینده چینگ، هونگ تایجی، قرار گرفت. در آخر گانگ هونگ ریپ، فرمانده نیروهای چوسان، به همراه سربازان باقی مانده‌اش تسلیم جین شدند. 

### لشکر کشی جنوبی
لی روبی دستور عقب‌نشینی دریافت کرد و نیروهایش را با حداقل تلفات از مرزهای شمالی و منچوری وارد خاک مینگ کرد و تنها چند صد نفر را در حملات کوچک سواره نظام جین از دست داد. مقامات مینگ ادعا کردند که رابطه شخصی لی روبی با نورهاچی (که با پدر لی روبی، لی چنگ‌لیانگ، رابطهٔ دوستانه داشت) دلیل عدم هدف قرار گرفتن او توسط نورهاچی گزارش شد بود و بعداً او را به همین دلیل به دربار احضار کردند. با اینحال او قبل از محاکمه خودکشی کرد.